# De Rust
De Rust è una cittadina sudafricana situata nella municipalità distrettuale di Eden nella provincia del Capo Occidentale.

## Geografia fisica
Il piccolo centro abitato sorge ai piedi dello Swartberg a metà strada tra Dysselsdorp, situata a circa 25 chilometri verso sud-ovest, e Klaarstroom, situata invece a circa 18 chilometri verso nord, e raggiungibile tramite il tortuoso passo Meiringspoort.